# Copelatus schaefferi
Copelatus schaefferi är en skalbaggsart som beskrevs av Young 1942. Copelatus schaefferi ingår i släktet Copelatus och familjen dykare. Inga underarter finns listade i Catalogue of Life.